# Кранц, Джин
Ю́джин Фрэ́нсис «Джин» Кранц (англ. Eugene Francis «Gene» Kranz, род. 17 августа 1933 года в Толидо, Огайо, США) — бывший ведущий руководитель полётов космических миссий НАСА. В 1970 году команде центра управления полётами под управлением Джина Кранца удалось провести уникальную операцию по спасению экипажа корабля Аполлон-13, на котором произошла серьёзная авария во время полёта к Луне. Этот случай сделал Кранца известным в истории американской пилотируемой космонавтики. Он стал героем документальных фильмов, статей в журналах и книгах.
Джин Кранц удостоен Президентской медали Свободы. Кранц занял второе место в списке космических героев (как реальных, так и вымышленных), составленном в 2010 году американской организацией Space Foundation по результатам неофициального опроса.

## Ранние годы
Кранц родился в Толидо (штат Огайо). Там же поступил в католическую школу. Его отец, Лео Петер Кранц, был сыном немецкого иммигранта, и служил медиком во время Первой мировой войны. В 1940 году, когда Юджину было семь лет, он умер. У Кранца есть две старшие сестры — Луиза и Хелен.
Его увлечение фантазиями о космических полётах прослеживается в докладе на тему о «конструкции и возможностях межпланетных ракет», написанном им во время учёбы в школе. В 1954 году Кранц окончил военный колледж при Университете в Сент-Луисе, получив там звание второго лейтенанта командования резерва ВВС США. Годом позже прошёл обучение пилотированию в школе лётчиков на военно-воздушной базе Лакленд в штате Техас. Вскоре Юджин женился на Марте Кадена, дочери мексиканских иммигрантов, которые бежали из Мексики во время Мексиканской революции. Затем был отправлен в Корею для полётов на F-86 возле демилитаризованной зоны.
После командировки в Корею Кранц бросил службу в ВВС и поступил на работу в компанию McDonnell Aircraft, базировавшуюся в Сент-Луисе, где занимался исследованиями и испытаниями нового класса управляемых ракет «земля-воздух» и «воздух-земля».

## Карьера вНАСА
После завершения исследовательских испытаний в Сент-Луисе Кранц ушел из авиастроительной компании McDonnell Douglas Corporation и присоединился к Целевой космической группе, созданной 5 ноября 1958 года из центров Лэнгли и Льюиса и состоявшей из 35 человек. Эта группа занималась подготовкой к будущим пилотируемым полётам в космос. В 1960 году Кранц был назначен руководителем по системам управления полетных операций миссии Меркурий-1, в рамках первой пилотируемой космической программы США «Меркурий». В дальнейшем Кранц исполнял эту роль для всех беспилотных и пилотируемых полётов программы «Меркурий», в том числе миссии «Меркурий-3» и «Меркурий-6», которые доставили первых американцев в суборбитальный космический полёт и на орбиту Земли соответственно.
После миссии «Меркурия-6» Кранц был повышен до заместителя руководителя полётов. Пробыл на этой должности в течение оставшихся трёх полётов по программе Меркурий, а также первых трёх полётов по программе Джемини. Полёт Джемини-4 проходил уже под руководством Джина Кранца. В этом полёте был осуществлён первый выход астронавта США Эдварда Уайта в открытый космос. После программы Джемини Кранц был руководителем полётов на нечётных миссиях «Аполлонов», в том числе первого пилотируемого космического корабля серии «Аполлон» «Аполлон-7» и «Аполлон-9». Джин Кранц осуществлял обязанности руководителя полёта миссии Аполлон-11, в тот момент, когда лунный модуль «Игл» совершил посадку на поверхность Луны 20 июля 1969 года.

### Аполлон-13
Джин Кранц получил широкую известность в обществе в качестве ведущего руководителя полётом во время миссии Аполлон-13. Команда Кранца была на дежурстве, когда на третьи сутки полёта на корабле произошёл взрыв кислородного баллона и выход из строя двух из трёх имеющихся батарей топливных элементов, которые обеспечивали электроснабжение отсека экипажа командного модуля. Грамотные действия команды Кранца, направленные на ограничение потребления расходных материалов космического корабля (кислорода, электроэнергии и воды), и четыре коррекции траектории полёта космического аппарата позволили благополучно вернуть астронавтов на Землю. Кранц и его команда, а также астронавты за проявленное мужество и исключительно высокопрофессиональную работу были награждены высшей гражданской наградой США — «Медалью свободы».

### Конец карьеры
Кранц оставался руководителем полётов вплоть до миссии Аполлон-17, а затем в 1974 году был назначен заместителем директора по управлению космических миссий НАСА, став в 1983 году директором. Джин Кранц уволился из НАСА в 1994 году после успешного завершения миссии STS-61 к телескопу Хаббл в 1993 году. 

## Семья
Кранц и его жена Марта имеют шесть детей: Кармен (р.1958), Люси (р.1959), Джоан Фрэнсис (р.1961), Марк (р.1963), Бригитта (р.1964), и Жан-Мари (р.1966). Проживают в Техасе.

## Джин Кранц в фильмах
Эд Харрис, сыгравший Кранца в 1995 году в фильме «Аполлон-13», был номинирован на «Оскар» за лучшую мужскую роль второго плана. В этом фильме наиболее ярко изображена роль Джина Кранца в одном из самых драматических моментов освоения космоса. Фильм был снят режиссёром Роном Ховардом на основе книги «Потерянная Луна» (Lost Moon) Джима Ловелла и Джеффри Клугера.
Дэн Батлер, харизматичный актёр более известный ролью «Бульдога» Бриско в ситкоме Фрейзер, сыграл Кранца в мини-сериале «С Земли на Луну».
Мэтт Фрюэр сыграл Кранца в 1996 году в сериале «Аполлон-11».
Джин Кранц был также героем нескольких документальных фильмов каналов History Channel и Discovery Channel.
Майк Сианилли (Mike Ciannilli) сыграл директора полетов (Кранца) в 2011 году в фильме «Трансформеры 3: Тёмная сторона Луны».
В 2019 году Эрик Лэдин воплотил на экране образ Джина Кранца в сериале Ради всего человечества

## Награды
- Американский институт аэронавтики и астронавтики: Премия Лоуренса Сперри , 1967 год.
- Медаль «За исключительные заслуги» — 1969 год и 1970 год.
- Премия Флеминга — «Один из десяти выдающихся молодых людей на государственной службе» в 1970 году
- Медаль за выдающуюся службу (НАСА) — 1970, 1982, и 1988 года
- Медаль «За выдающееся лидерство» — 1973, 1993
- Президентская медаль Свободы
- Лауреат Премии «За безопасное возвращение экипажа «Aполлон-13», 1995 год